# Stand By Love
Stand By Love è un singolo del gruppo musicale scozzese Simple Minds, pubblicato il 12 agosto 1991 come terzo estratto dall'album Real Life.
Il disco raggiunse la posizione n° 13 delle classifiche del Regno Unito.

## Tracce
Testi e musiche di Kerr, Burchill, eccetto ove indicato.

### 7"
Lato A
1. Stand By Love - 4:08

Lato B
1. King Is White and in the Crowd (Live) - 4:21 (Simple Minds)

### 12" e CD
1. Stand By Love - 4:08
2. King Is White and in the Crowd (Live) - 4:21
3. Let There Be Love (Live) - 5:22

### Musicassetta
Lato 1 e Lato 2
1. Stand By Love (Live) - 4:18
2. Someone, Somewhere in Summertime (Live) - 5:20 (Simple Minds)
3. Banging on the Door (Live) - 5:30

## Classifiche
| Classifica (1991)         | Posizione massima |
| ------------------------- | ----------------- |
| Belgio (Fiandre)          | 38                |
| Irlanda                   | 14                |
| Paesi Bassi               | 25                |
| Regno Unito               | 13                |
| Stati Uniti (alternative) | 4                 |
| Svezia                    | 39                |
| Svizzera                  | 27                |